# Piano aux Jacobins
Piano aux Jacobins est un festival de piano, créé en 1979 qui a lieu chaque année durant tout le mois de septembre dans le cloître de l'église des Jacobins à Toulouse, ainsi que dans d'autres lieux symboliques de la ville de Toulouse comme la Cité de l'Espace, le Musée des Abattoirs, la Halle aux grains…
Rendez-vous réputé de la scène musicale française comme internationale, Piano aux Jacobins invite chaque année le public à découvrir de jeunes artistes et à entendre les grands noms du piano.
Présentant chaque année des artistes de formation classique mais aussi de jazz, Catherine d'Argoubet et Paul-Arnaud Péjouan étendent à présent le festival jusqu'aux grandes métropoles chinoises en organisant des tournées mais aussi un festival à Pékin (à la Cite Interdite) et à Shanghai (à l'Oriental Art Center) au mois de mai/juin, où de jeunes noms de la scène pianistique sont présentés au public asiatique: Florian Noack, Axia Marinescu, Emanuelle Swiercz, Célia Oneto Bensaid, etc.
Alfred Brendel, Sviatoslav Richter, Aldo Ciccolini, Krystian Zimerman, Martha Argerich, Murray Perahia ou Gonzales sont, entre autres, passés sur la scène de ce désormais incontournable festival de piano.
« Pour cette manifestation sans thème hors celui du plaisir de l’écoute, Catherine d’Argoubet et Paul-Arnaud Péjouan, les fondateurs, réunissent une palette très représentative des différents styles de l'interprétation pianistique, des talents naissants aux gloires confirmées. » Extrait du Figaro du 2 septembre 2006.